# 叶军
叶军（1967年11月—），浙江绍兴人，美籍华裔物理学家，美国国家科学院院士。

## 生平
1985-1989年就读于上海交通大学物理系，获得物理学学士学位，1997于美国科罗拉多大学获得物理学博士学位。1999年起执教于科罗拉多大学物理系，2009任正教授。上海交通大学与华东师范大学客座教授。
叶军是美国著名物理学家，诺贝尔物理学奖获得者约翰·霍尔的学生。叶军已于2008年约翰·霍尔退休后接管了他在科罗拉多大学的实验室。

## 荣誉
2002年获得美国青年科学家与工程师总统奖，是美国光学学会会士（OSA fellow），美国物理学会会士（APS fellow）。并于2011年当选为美国国家科学院士。